# Берентс, Бернхардс
Бернхардс Берентс (латыш. Bernhards Bērents; 10 июня 1892, Рига, Лифляндская губерния, Российская империя — 10 июня 1946, ГУЛАГ, СССР) — латышский юрист, журналист, редактор, государственный и общественный деятель. С января по ноябрь 1929 года — министр юстиции Латвии.

## Биография
Прибалтийский немец. Сын редактора газеты. В 1910 году окончил Рижскую Александровскую гимназию. Добровольцем вступил в Елисаветградский 3-й гусарский полк Российской императорской армии. В 1911 году произведён в прапорщики, вышел в отставку. В том же году начал изучать право в Университете Дерпта. Один семестр проучился в Мюнхенском университете .
В 1914 году был призван в российскую армию. Участник Первой мировой войны, в 1918 году — демобилизован. В марте окончил Университет Дерпта.
С 1918 года служил в Рижской криминальной полиции. С 1921 года — следственным судья Рижского окружного суда. Продолжил учёбу в Тюбингенском университете, после возвращения в Латвию вступил в Прибалтийский ландесвер. В 1921 году стал помощником присяжного адвоката. В 1924 году сам стал присяжным адвокатом в Риге.
В 1926—1931 годах был редактором немецкоязычной юридической газеты «Rigasche Zeitschrift für Rechtswiissens — chaft». Известен как автор ряда юридических публикаций.
С 24 января по 27 ноября 1929 года занимал пост министра юстиции Латвии, сменив  Юриса Паберзса.
В 1939 году выехал в Германию. В 1941—1943 годах работал в Венском совете юстиции, был переводчиком в вермахте.
В 1945 году оказался в американской зоне оккупации, затем советском лагере для военнопленных, где и умер в 1946 году.